# Qin Lizhen
Qin Lizhen, född 1914, död 2007, var en kinesisk diplomat och politiker. Qin gick med i Kinas kommunistiska parti 1938 och efter Folkrepubliken Kinas grundande 1949 var han aktiv inom propaganda och den kinesiska utrikestjänsten. Han var Kinas ambassadör i Norge, Zambia, Sverige och Nya Zeeland.